# Meister der Adelaide von Savoyen
Als Meister der Adelaide von Savoyen oder Meister von Poitiers 30 (bl. 1450–1470) wird ein mittelalterlicher Buchmaler bezeichnet, der in der zweiten Hälfte des 15. Jahrhunderts in Westfrankreich, hauptsächlich in Poitiers, tätig war. Er gilt als bedeutendster Vertreter der Buchmalerei der regionalen Schule von Poitiers.

## Leben und Werk

### Frühe Phase
Der Künstler war ein Zeitgenosse von Jean Fouquet (ca. 1425–1478). Möglicherweise wurde er in der Loire-Region ausgebildet und begann seine Karriere in Angers. Sein Stil entwickelte sich aus der umfangreichen Gruppe von Manuskripten des Meisters des Jouvenel des Ursins und seiner Mitarbeiter. In dieser frühen Phase schuf der Meister der Adelaide mehrere Miniaturen in den sogenannten Stunden der Maria Stuart, bei denen er u. a. mit dem Genfer Boccaccio-Meister zusammenarbeitete.

### Zeit in Poitiers
Der Meister der Adelaide von Savoyen war in der Folge vor allem in Poitiers tätig. Um die Verbundenheit des Künstlers mit dieser Zeit zu unterstreichen, hat Eberhard König ihn 1982 in Meister von Poitiers 30 umbenannt, nach zwei Miniaturen in einem Messbuch zum Gebrauch in Poitiers (1450–1460). Während dieser Zeit scheint er an einem Stundenbuch mitgearbeitet zu haben, in dem drei Miniaturen im Passionsoffizium (fols 124r, 126r, 132v) vom Meister der Marguerite d’Orléans stammen.

### Stundenbuch der Adelaide von Savoyen

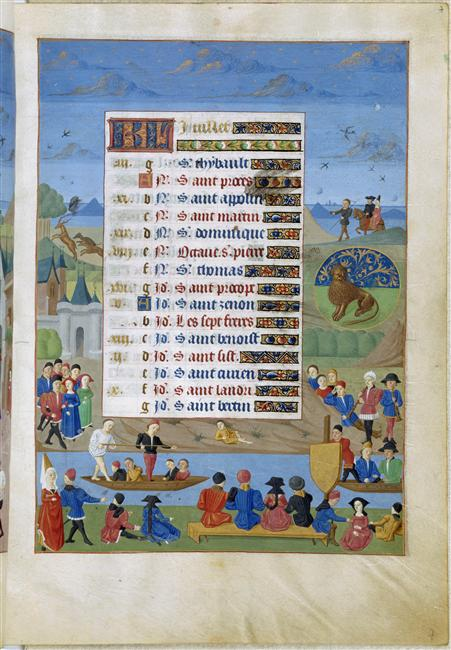
Monat Juli im Stundenbuch der Adelaide

Der Meister der Adelaide von Savoyen illustrierte hauptsächlich religiöse Texte, das schönste Beispiel ist sein Hauptwerk, das Stundenbuch aus dem Besitz der Maria Adelaide von Savoyen (ca. 1460–1465), Herzogin von Burgund und Schwiegerenkelin Ludwigs XIV., nach dem er zuerst benannt wurde. Berühmt sind vor allem seine Illustrationen auf den Versos und Rektos der Kalenderblätter, die verschiedene jahreszeitliche Aktivitäten und Spiele darstellen. Ein einflussreiches kompositorisches Mittel taucht in dieser Handschrift in den Miniaturen der Totenoffizien auf, bei denen eine Szene eine ganzseitige Illustration überlagert. Dieses Motiv, möglicherweise aus dem Werk des Genfer Boccaccio-Meisters abgeleitet, taucht in der Zeit von 1470 bis 1480 in den Werken der späteren Buchmaler aus Poitiers auf. Es kommt in den frühen Werken von Robinet Testard vor, einem Nachfolger des Meisters, der auch seine dekorativen floralen Ränder und seine flache, unmodulierte Farbgebung übernahm.

### Weitere Werke
Eine der wenigen weltlichen Handschriften, die von diesem Meister illustriert wurden, ist ein Roman du Graal (ca. 1450–1455). Ebenfalls dem Meister zugeschrieben, aber später datiert, werden neun Blätter aus einem Stundenbuch in einer Privatsammlung in Chicago (ca. 1460–1470).
Der Meister soll auch Miniaturen zum  Stundenbuch aus Poitiers in der Lissabonner Stiftung Gulbenkian beigetragen haben. Besonders in seinen Bildern in diesem Werk, das von einer Gruppe von Malern erstellt wurde, ist eine Nähe zum Stil des Meisters des Jouvenel des Ursins erkennbar.